# Glicko-systemet
Glicko-ratingsystemet liknar Elo-systemet, som är ett sätt att bedöma spelares relativa styrka, i spel som schack, datorspel samt diverse sporter såsom historisk fäktning. Glick utvecklar idén om att rankningen för en spelare förändras beroende på vem den möter, genom att införa en stabiliserande faktor RD (Rating Deviation). Denna faktor har ett lågt värde när man tävlar ofta. Systemet är utvecklat av professor Mark Glickman.
Både Glicko och Glicko-2 ratingsystem finns inlagda på spelservrar online (som Pokémon, Showdown, Lichess, Free Internet Chess Server, Chess.com, Online Go Server (OGS), Counter Strike: Global Offensive, Team Fortress 2, Dota Underlords, Guild Wars 2, Splatoon 2, Dominion Online och Gods Unchained), och tävlingar i tävlingsprogrammering. De formler som används för systemen finns på Glickos webbplats.
Glickmans främsta bidrag till mätningen är "ratingens tillförlitlighet", kallad RD, för ratingavvikelse. Rd mäter noggrannheten i en spelares rating, med en RD som är lika med en standardavvikelse. Till exempel har en spelare med rating 1 500 och en RD på 50 en verklig styrka mellan 1 400 och 1 600 (två standardavvikelser från 1 500) med 95 procent sannolikhet. Två gånger (exakt: 1,96) läggs rd-värdet till och subtraheras från aktuell rating för att beräkna detta intervall. Efter ett spel beror det belopp som ratingen ändras på RD: ändringen är mindre när spelarens RD är låg (eftersom deras rating redan anses vara korrekt), och även när motståndarens RD är hög (eftersom motståndarens sanna betyg inte är välkänt, så lite information uppnås). Rd själv minskar efter att man har spelat ett spel, men den kommer att öka långsamt med tiden för inaktivitet.
Glicko-2-ratingsystemet förstärker Glicko-ratingsystemet och tillför även ratingvolatiliteten σ. En ytterligare modifierad version av Glicko-2-ratingsystemet har införts av Australian Chess Federation.

## Algoritmen för Glicko

### Steg 1: Betämning av RD
Den nya ratingavvikelsen (RD) hittas med hjälp av den tidigare klassificeringsavvikelsen (RD0):
{\displaystyle RD=\min \left({\sqrt {{RD_{0}}^{2}+c^{2}t}},350\right)}
där t är den tid (ratingperioder) som gått sedan den senaste tävlingen och "350" antas vara en oklassificerad spelares RD. Om flera spel har genomförts inom en ratingperiod behandlar metoden dem som att de har hänt samtidigt. Ratingperioden kan vara så lång som flera månader eller så kort som några minuter, beroende på hur ofta spel arrangeras. Konstanten c baseras på osäkerheten om en spelares skicklighet under en viss tid. Den kan härledas från en grundlig dataanalys, eller uppskattas genom att överväga hur lång tid som skulle behöva passera innan en spelares ratingavvikelse skulle växa till nivån för en oklassificerad spelare. Om det antas att det skulle ta 100 ratingperioder för en spelares ratingavvikelse att återgå till en initial osäkerhet på 350, och en typisk spelare har en ratingavvikelse på 50, kan konstanten bestämmas genom att lösa {\displaystyle 350={\sqrt {50^{2}+100c^{2}}}} för c.
Eller
{\displaystyle c={\sqrt {(350^{2}-50^{2})/100}}\approx 34.6}

### Steg 2: Bestämning av ny rating
Den nya ratingen, efter en serie m-spel, bestäms av följande ekvation:
{\displaystyle r=r_{0}+{\frac {q}{{\frac {1}{RD^{2}}}+{\frac {1}{d^{2}}}}}\sum _{i=1}^{m}{g(RD_{i})(s_{i}-E(s|r_{0},r_{i},RD_{i}))}}
där
{\displaystyle g(RD_{i})={\frac {1}{\sqrt {1+{\frac {3q^{2}(RD_{i}^{2})}{\pi ^{2}}}}}}}
{\displaystyle E(s|r_{0},r_{i},RD_{i})={\frac {1}{1+10^{\left({\frac {g(RD_{i})(r_{0}-r_{i})}{-400}}\right)}}}}
{\displaystyle q={\frac {\ln(10)}{400}}=0.00575646273}
{\displaystyle d^{2}={\frac {1}{q^{2}\sum _{i=1}^{m}{(g(RD_{i}))^{2}E(s|r_{0},r_{i},RD_{i})(1-E(s|r_{0},r_{i},RD_{i}))}}}}
ri representerar de enskilda motståndarnas ranking.
RDi representerar de enskilda motståndarnas rankingavvikelser.
si representerar resultatet av de enskilda spelen. En vinst är 1, oavgjort är 1/2, och en förlust är 0.

### Steg 3: Bestämning av klassificeringsavvikelse
Den tidigare beräkningen av RD var att öka rd-fältet på lämpligt sätt för att ta hänsyn till den ökande osäkerheten i en spelares färdighetsnivå under en period av icke-observation av modellen. Nu uppdateras RD (minskas) efter spelserien:
{\displaystyle RD'={\sqrt {\left({\frac {1}{RD^{2}}}+{\frac {1}{d^{2}}}\right)^{-1}}}}